# Grace Jones
Grace Beverly Jones (Spanish Town, 19 mei 1948) is een Jamaicaans model, zangeres en actrice.

## Biografie
Jones' ouders, Marjorie Jones en dominee en politicus Robert W. Jones, verhuisden in 1965 samen met Grace en haar tweelingbroer Christian van Jamaica naar Syracuse in de Amerikaanse staat New York. Voor ze begon te werken als model studeerde Jones theater aan het Onondaga Community College.
Toen ze begin twintig was verhuisde Jones naar Parijs waar ze beroemd en berucht werd door in disco's en op feestjes topless te verschijnen in gezelschap van Jerry Hall, de toenmalige vriendin van Mick Jagger. Tijdens een feest in een restaurant werd ze ontdekt door een platenproducer toen ze zich op de tonen van Dirty Ol' Man van The Three Degrees dansend op een tafel begaf.
Er werden drie singles uitgebracht – I Need A Man, Sorry en That's The Trouble – en in 1977 verscheen haar tamelijk succesvolle debuutalbum Portfolio op het label Island Records. Het nummer La vie en rose (een cover van het bekende chanson van Édith Piaf) werd een hit in Europa. Hierna volgen twee minder succesvolle albums: Fame (1978) en Muse (1979). Alle drie albums staan vol met campy disco-hits en Jones werd erg geliefd in de gayscene. De hoezen van deze drie albums werden gemaakt door kunstenaar Richard Bernstein. In deze periode kwam Jones ook in contact met kunstenaar Andy Warhol. Ze werd tijdelijk zijn muze en vergezelde hem vaak tijdens bezoekjes aan de beroemde New Yorkse nachtclub Studio 54.
In 1980 verscheen het album Warm Leatherette waarmee Jones artistiek gezien een andere richting insloeg. Het album bevatte grotendeels covers van onder meer Chrissie Hynde en Roxy Music. Ook onderging Jones onder leiding van stilist en toenmalig partner Jean-Paul Goude een drastische verandering qua uiterlijk. Haar androgyne, onderkoelde imago met het beroemde blockhead-kapsel werd haar handelsmerk en zou haar wereldberoemd maken.
Haar volgende album, Nightclubbing, werd wereldwijd een groot succes. Ook artistiek gezien was dit haar succesvolste album. De single I've Seen That Face Before (Libertango) (een bewerking van Libertango van de Argentijnse componist Ástor Piazzolla) werd een grote hit, evenals het dansnummer Pull Up To The Bumper. Het derde album in deze reeks is Living My Life, waar veel reggae-invloeden op te horen zijn. Hits van dit album waren Nipple To The Bottle en het door haar zelf geschreven My Jamaican Guy.
De drie albums kwamen tot stand in samenwerking met onder meer Chris Blackwell, Alex Sadkin, het top-ritme duo van de reggae; Sly Dunbar en Robbie Shakespeare en de eerdergenoemde Jean-Paul Goude. De albums werden opgenomen in de beroemde Compass Point Studios op de Bahama's en staan ook wel bekend onder de naam The Compass Point sessions.
In 1983 zei Jones zich meer op haar filmcarrière te willen richten. Ze had tot dan in onder meer een aantal artistieke films maar niet in grote, commerciële films. Deze kwamen er nu wel met Conan the Destroyer en de James Bondfilm A View to a Kill.
Twee jaar later maakte ze onder leiding van producer Trevor Horn het album Slave to the Rhythm, waarvan de gelijknamige single Slave to the Rhythm een grote hit werd. De legendarische videoclip van Slave To The Rhythm werd erg populair en was veel te zien op MTV. Ook verscheen Jones in een aantal reclamespotjes van onder andere Honda en Citroën.

Een jaar later kwam het door Nile Rodgers en haarzelf geproduceerde Inside Story uit, dat matig werd ontvangen. Alle nummers waren geschreven door Jones samen met gitarist Bruce Woolly. Alleen de single I'm Not Perfect (But I'm Perfect For You) werd een bescheiden commercieel succes. Voor de videoclip van deze single werd Jones' lichaam beschilderd door kunstenaar Keith Haring.
Daarna volgde er een aantal schandalen. Jones belandde in de gevangenis vanwege cocaïne-bezit, ze werd wegens wangedrag uit een vliegtuig gezet, American Express spande een rechtszaak aan tegen haar wegens betalingsachterstand en Jones gaf haar minnaar muzikant Christopher Stanley ten onrechte op als vermist.
Het album Bulletproof Heart uit 1989 wordt beschouwd als het commercieel en artistiek dieptepunt in haar carrière. Alleen de single Love On Top Of Love (Killer Kiss) werd redelijk goed ontvangen en leverde een bescheiden hit op. Hierna werd het op muzikaal terrein erg stil rond Jones. Naast een aantal losse singles, waaronder Seven Day Weekend, verschenen er alleen compilatie-albums. Jones nam een aantal nieuwe albums op maar deze werden niet uitgebracht. Op filmgebied viel ze met name op door haar rollen in de films Boomerang uit 1992 met Eddie Murphy en Wolf Girl (2001) met Tim Curry.
Wel trad Jones nog regelmatig op. Op 28 mei 2002 trad ze naast Luciano Pavarotti op tijdens een van zijn Pavarotti and Friends benefietconcerten om het vluchtelingenprogramma te ondersteunen dat de Verenigde Naties in Zambia hadden opgezet voor vluchtelingen uit Nigeria.
In 2008 keerde Jones uiteindelijk terug met het enthousiast ontvangen album Hurricane waarop in het nummer William's Blood haar moeder te horen is.
Grace Jones is nog steeds bekend als een van de grootste stijl-iconen van de jaren 80. Niet alleen door haar uiterlijke verschijning en haar opvliegende en soms choquerende gedrag maar ook door haar bijzondere en gestileerde, bijna metaalachtige stemgeluid met een bereik van bijna drie octaven en de muziek die zij voornamelijk in de eerste helft van de jaren 80 maakte, de zogeheten Compass Point Sessions. Ze treedt nog altijd op, bijvoorbeeld in Nederland op het jaarlijkse muziekfestival Lowlands (augustus 2009).
Jones heeft diverse relaties gehad met onder meer Jean Paul Goude, de stylist die haar begin jaren 80 hielp haar wereldberoemde uiterlijk te creëren. Samen kregen ze een zoon, Paolo, die ook actief is in de muziekwereld. Anno 2009 ging het gerucht dat Jones verloofd zou zijn met de 20 jaar jongere Engelse burggraaf Ivor Mervyn Vigors Guest. Dit bleek echter niet waar.
Wel produceerde Ivor Guest Jones' 'comeback album' (hoewel ze nooit volledig uit de publiciteit was verdwenen) Hurricane waarvan hij ook een op 6 september 2011 in de VS uitgekomen 'dub'-versie heeft gemaakt. Tussen 13 oktober en 20 november 2010 was Grace Jones voor Night of the Proms in Antwerpen, Arnhem en Rotterdam.
In juni 2011 verzorgde Grace Jones twee optredens in The Hague Jazz in Den Haag.
In juni 2012 gaf ze een optreden tijdens de viering van het diamanten jubileum van koningin Elizabeth II van het Verenigd Koninkrijk.
In 2015 trad ze onder meer op tijdens het Cactusfestival in Brugge. In juli 2016 was ze headliner op Rock Zottegem.
In 2017 deed ze een samenwerking met de Gorillaz in het album Humanz met het nummer Charger.

## Discografie

### Albums
| Album met eventuele hitnotering(en) in de Nederlandse Album Top 100 | Datum van verschijnen | Datum van binnenkomst | Hoogste positie | Aantal weken | Opmerkingen                                           |
| ------------------------------------------------------------------- | --------------------- | --------------------- | --------------- | ------------ | ----------------------------------------------------- |
| Portfolio                                                           | 1977                  | 20-08-1983            | 8               | 8            |                                                       |
| Fame                                                                | 1978                  |                       |                 |              |                                                       |
| Muse                                                                | 1979                  |                       |                 |              |                                                       |
| Warm Leatherette                                                    | 1980                  |                       |                 |              |                                                       |
| Nightclubbing                                                       | 1981                  | 23-05-1981            | 2               | 20           |                                                       |
| Living My Life                                                      | 1982                  | 27-11-1982            | 18              | 8            |                                                       |
| Slave To The Rhythm                                                 | 1985                  | 09-11-1985            | 8               | 13           |                                                       |
| Island Life                                                         | 1985                  | 14-12-1985            | 14              | 16           |                                                       |
| Inside Story                                                        | 1986                  |                       |                 |              |                                                       |
| Bullet Proof Heart                                                  | 1989                  |                       |                 |              |                                                       |
| The Ultimate Grace Jones                                            | 1993                  | 24-07-1993            | 33              | 8            |                                                       |
| Hurricane                                                           | 07-11-2008            | 15-11-2008            | 63              | 4            | In 2011 werd van dit album een dub-versie uitgegeven. |

| Album met hitnotering(en) in de Vlaamse Ultratop 200 albums | Datum van verschijnen | Datum van binnenkomst | Hoogste positie | Aantal weken | Opmerkingen                                           |
| ----------------------------------------------------------- | --------------------- | --------------------- | --------------- | ------------ | ----------------------------------------------------- |
| Hurricane                                                   | 07-11-2008            | 15-11-2008            | 14              | 25           | In 2011 werd van dit album een dub-versie uitgegeven. |

### Verzamelalbums
Onder meer Island Life uit 1985, The Ultimate Grace Jones uit 1993 en The Ultimate Collection uit 2006.

### Singles
| Single met eventuele hitnotering(en) in de Nederlandse Top 40 | Datum van verschijnen | Datum van binnenkomst | Hoogste positie | Aantal weken | Opmerkingen                                                                             |
| ------------------------------------------------------------- | --------------------- | --------------------- | --------------- | ------------ | --------------------------------------------------------------------------------------- |
| La vie en rose                                                | 1977                  | 31-12-1977            | 25              | 5            | #4 in de Nationale Hitparade                                                            |
| I've seen that face before (Libertango)                       | 1981                  | 23-05-1981            | 2               | 12           | Veronica Alarmschijf Hilversum 3 /#4 in de Nationale Hitparade / #2 in de TROS Top 50   |
| Pull up to the bumper                                         | 1981                  | 08-08-1981            | 20              | 5            | #16 in de Nationale Hitparade / #21 in de TROS Top 50                                   |
| Nipple to the bottle                                          | 1982                  | 27-11-1982            | 7               | 6            | Veronica Alarmschijf Hilversum 3 / #16 in de Nationale Hitparade / #7 in de TROS Top 50 |
| La vie en rose                                                | 1983                  | 06-08-1983            | 4               | 8            | #4 in de Nationale Hitparade / #3 in de TROS Top 50                                     |
| Slave to the Rhythm                                           | 1985                  | 26-10-1985            | 3               | 12           | Veronica Alarmschijf Hilversum 3 / #4 in de Nationale Hitparade #4 in de TROS Top 50    |
| I'm not perfect (but I'm perfect for you)                     | 1986                  | 15-11-1986            | 33              | 3            | #39 in de Nationale Hitparade                                                           |
| Victor should have been a jazz musician                       | 1987                  | 18-07-1987            | 26              | 4            | #35 in de Nationale Hitparade Top 100                                                   |
| Love on top of love (Killer kiss)                             | 1989                  | 21-10-1989            | tip7            | -            | #47 in de Nationale Hitparade Top 100                                                   |

| Single met hitnotering(en) in de Vlaamse Ultratop 50 | Datum van verschijnen | Datum van binnenkomst | Hoogste positie | Aantal weken | Opmerkingen         |
| ---------------------------------------------------- | --------------------- | --------------------- | --------------- | ------------ | ------------------- |
| Pull up to the bumper                                | 2000                  | 28-10-2000            | tip8            | -            | met Funkstar Deluxe |
| Williams' blood                                      | 2008                  | 29-11-2008            | 44              | 2            |                     |

### Dvd's
| Dvd's met hitnoteringen in de Nederlandse Music Top 30 | Datum van verschijnen | Datum van binnenkomst | Hoogste positie | Aantal weken | Opmerkingen |
| ------------------------------------------------------ | --------------------- | --------------------- | --------------- | ------------ | ----------- |
| Live in concert - London & New York City               | 2010                  | 17-04-2010            | 17              | 1            |             |

### NPO Radio 2 Top 2000
| Nummers met noteringen in de NPO Radio 2 Top 2000 | '99  | '00 | '01 | '02  | '03  | '04 | '05  | '06  | '07  | '08  | '09  | '10  | '11  | '12  | '13  | '14  | '15  | '16  | '17  | '18  | '19  | '20  | '21  | '22  | '23  | '24  |
| ------------------------------------------------- | ---- | --- | --- | ---- | ---- | --- | ---- | ---- | ---- | ---- | ---- | ---- | ---- | ---- | ---- | ---- | ---- | ---- | ---- | ---- | ---- | ---- | ---- | ---- | ---- | ---- |
| I've Seen That Face Before                        | 1770 | -   | -   | 1475 | -    | -   | -    | -    | -    | -    | 1991 | -    | -    | -    | -    | -    | -    | -    | -    | -    | -    | -    | -    | -    | -    | -    |
| La vie en rose                                    | 907  | 995 | 925 | 778  | 1182 | 975 | 1268 | 1164 | 1294 | 1146 | 1338 | 1031 | 1378 | 1165 | 1275 | 1480 | 1492 | 1559 | 1599 | 1641 | 1538 | 1553 | 1412 | 1748 | 1834 | 1923 |

1. ↑  Een '-' betekent dat het nummer niet was genoteerd en een vetgedrukt getal geeft de hoogste notering van een nummer aan.

## Films
- 1973 · Gordon's War
- 1976 · Let's Make a Dirty Movie
- 1976 · Colt 38 Special Squad
- 1979 · Army of Lovers
- 1981 · Deadly Vengeance
- 1984 · Made in France
- 1984 · Conan the Destroyer
- 1985 · A View to a Kill
- 1986 · Vamp
- 1987 · Straight to Hell
- 1987 · Siesta
- 1990 · Superstar
- 1992 · Boomerang
- 1995 · Cyber Bandits
- 1998 · McCinsey's Island
- 1999 · Palmer's Pick Up
- 2001 · Wolf Girl
- 2001 · Shaka Zulu: The Citadel
- 2006 · No Place Like Home
- 2007 · Rush Hour 3
- 2008 · Falco
- 2008 · Chelsea on the Rocks